# جنین (نام کوچک)
جنین (به انگلیسی: Janine) یا ژنین (تلفظ فرانسوی) یک نام کوچک است. افراد سرشناس با این نام از این قرارند:
- ژنین فلک (زادهٔ ۱۹۸۹)، ورزشکار رشته اسکلتون اهل اتریش
- جنین لیندمولدر (زادهٔ ۱۹۶۸) بازیگر فیلم‌های پورنوی اهل ایالات متحده آمریکا
- جنین ترملینگ (زادهٔ ۱۹۶۷)، بازیکن تنیس اهل استرالیا
- جنین ترنر (زادهٔ ۱۹۶۲)، بازیگر اهل ایالات متحده آمریکا